# Kasteel Loveld
Kasteel Loveld, vroeger ook het kasteel van Aalter, is een Belgisch kasteel in het Oost-Vlaamse Aalter. Het bouwwerk op L-vormige plattegrond ligt in een grote aangelegde tuin in de wijk Loveld. Het werd in 1912 gebouwd in opdracht van Charles de Hemricourt de Grunne (burgemeester van Aalter van 1921 tot 1932), op basis van een project van architect Octave Flanneau.

## Beschrijving
Het kasteel is gebouwd van baksteen en natuursteen met een leien dak (twee zolderverdiepingen) in een vereenvoudigde klassieke Franse stijl. Het heeft een interieur in Lodewijk XVI-stijl met beschilderde houten lambrisering en marmeren schouwen in de verschillende kamers (hal, bibliotheek, salons, eetkamer). Verschillende van deze stukken werden gedemonteerd in een kasteel bij Laval (Frankrijk), en weer in elkaar gezet in het kasteel Loveld.